# Anke Spoorendonk
Anke Spoorendonk (født Hinrichsen 21. september 1947 i Bustrup ved Slesvig by, Tyskland) har været Slesvig-Holstens justits-, kultur- og europaminister og viceministerpræsident fra 2012 til 2017. Hun har tidligere været gruppeformand for SSW-gruppen i landdagen i Kiel. 
Anke Spoorendonk voksede op i nærheden af Slesvig by. Hun læste tysk og historie på Københavns Universitet og blev i 1977 lærer på Duborg-Skolen, det danske gymnasium i Flensborg, hvorfra hun selv blev student i 1966. Mellem 1990 og 1996 var hun kredsdagsmedlem i Slesvig-Flensborg kreds, hvor hun repræsenterede partiet i kulturudvalget. I 1996 blev hun for første gang valgt i den slesvig-holstenske landdag i Kiel, hvor hun som gruppeformand repræsenterede partiet på en række politiske felter. Anke Spoorendonks særlige fagområder var uddannelses-, kultur- og europapolitikken.
Efter landdagsvalget 2005 modtog hun mordtrusler og måtte have politibeskyttelse, efter at SSW's landdagsgruppe blev tungen på vægtskålen og erklærede sig parate til at støtte en rød-grøn regering . Den 3. marts 2008 blev hun slået til ridder af Dannebrog. Ridderkorset blev på vegne af Dronning Margrethe overrakt af generalkonsul Henrik Becker-Christensen i Flensborg. Da SSW fra  juni 2012 til juni 2017 dannede en koalitionsregering sammen med SPD og De Grønne, var Spoorendonk Slesvig-Holstens viceministerpræsident og justits-, kultur- og europaminister.